# Programme d'armement nucléaire japonais

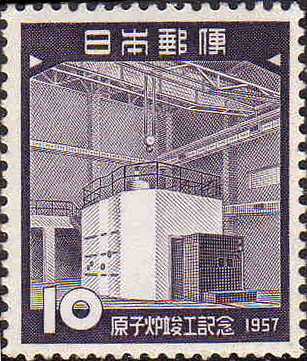
Timbre commémoratif de 1957 honorant l'achèvement du premier réacteur nucléaire japonais.

Le programme d'armement nucléaire japonais est mené pendant la Seconde Guerre mondiale. Comme le programme d'armes nucléaires allemand, il souffre d'une série de problèmes et ne dépasse pas le stade du laboratoire avant les bombardements atomiques d'Hiroshima et de Nagasaki et la capitulation du Japon en août 1945.
Au XXIe siècle, l'infrastructure de l'énergie nucléaire du Japon rend le pays capable de construire des armes nucléaires à volonté. La démilitarisation du Japon et la protection du parapluie nucléaire des États-Unis ont conduit à une forte politique de non-militarisation de la technologie nucléaire, mais face aux essais d'armes nucléaires par la Corée du Nord depuis les années 2010, certains politiciens et anciens responsables militaires au Japon appellent à un renversement de cette politique,.

## Contexte

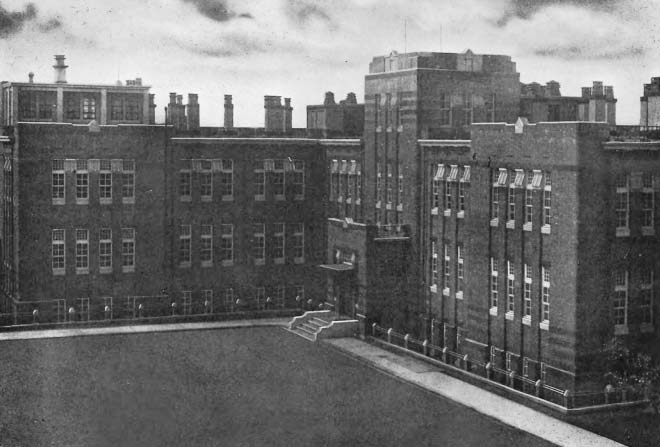
L'institut de recherche physique et chimique pendant l'ère Taishō.

En 1934, la « théorie de la physique atomique » du professeur de l'université du Tōhoku, Hikosaka Tadayoshi, est publiée. Hikosaka souligne l'énorme énergie contenue par les noyaux et la possibilité de création d'armes potentielles ou d'une production d'énergie nucléaire. En décembre 1938, les chimistes allemands Otto Hahn et Fritz Strassmann envoyèrent un manuscrit à Naturwissenschaften rapportant qu'ils avaient détecté l'élément baryum après avoir bombardé de l'uranium avec des neutrons;  simultanément, ils communiquèrent ces résultats à Lise Meitner. Meitner et son neveu Otto Robert Frisch interprétèrent correctement ces résultats comme étant une fission nucléaire, confirmé expérimentalement  par Frisch le 13 janvier 1939. Les physiciens du monde entier ont immédiatement réalisé que des réactions en chaîne pouvaient se produire et ont informé leurs gouvernements de la possibilité de développer des armes nucléaires.

## Seconde Guerre mondiale

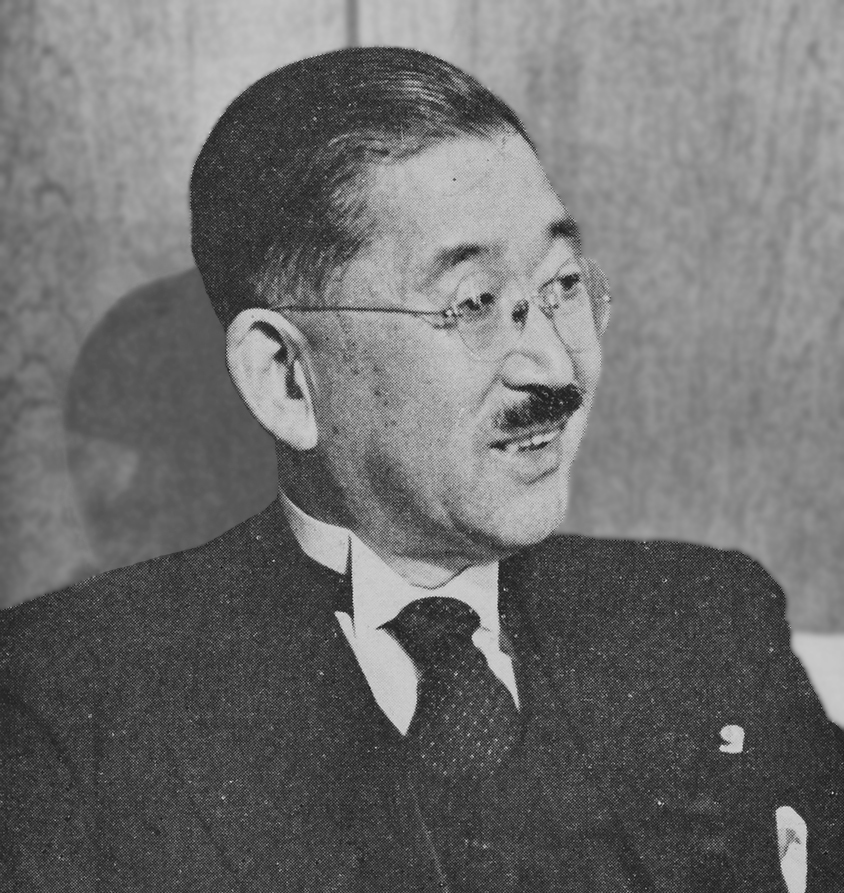
Le troisième directeur de l'institut RIKEN, Masatoshi Ōkōchi, soumit un rapport sur la « possibilité de fabrication de bombes à l'uranium » en mai 1941.

La figure de proue du programme atomique japonais est le Docteur Yoshio Nishina, proche collaborateur de Niels Bohr et un contemporain d'Albert Einstein. Nishina avait co-écrit la formule de Klein-Nishina et créé son propre laboratoire de recherche nucléaire pour étudier la physique des hautes énergies en 1931 à l'institut de recherche physique et chimique, créé en 1917 à Tokyo pour promouvoir la recherche fondamentale. Nishina construisit son premier cyclotron de 26 pouces (660 mm) en 1936, et un autre cyclotron de 60 pouces (1 500 mm) de 220 tonnes en 1937. En 1938, le Japon acheta également un cyclotron à l'université de Californie à Berkeley.

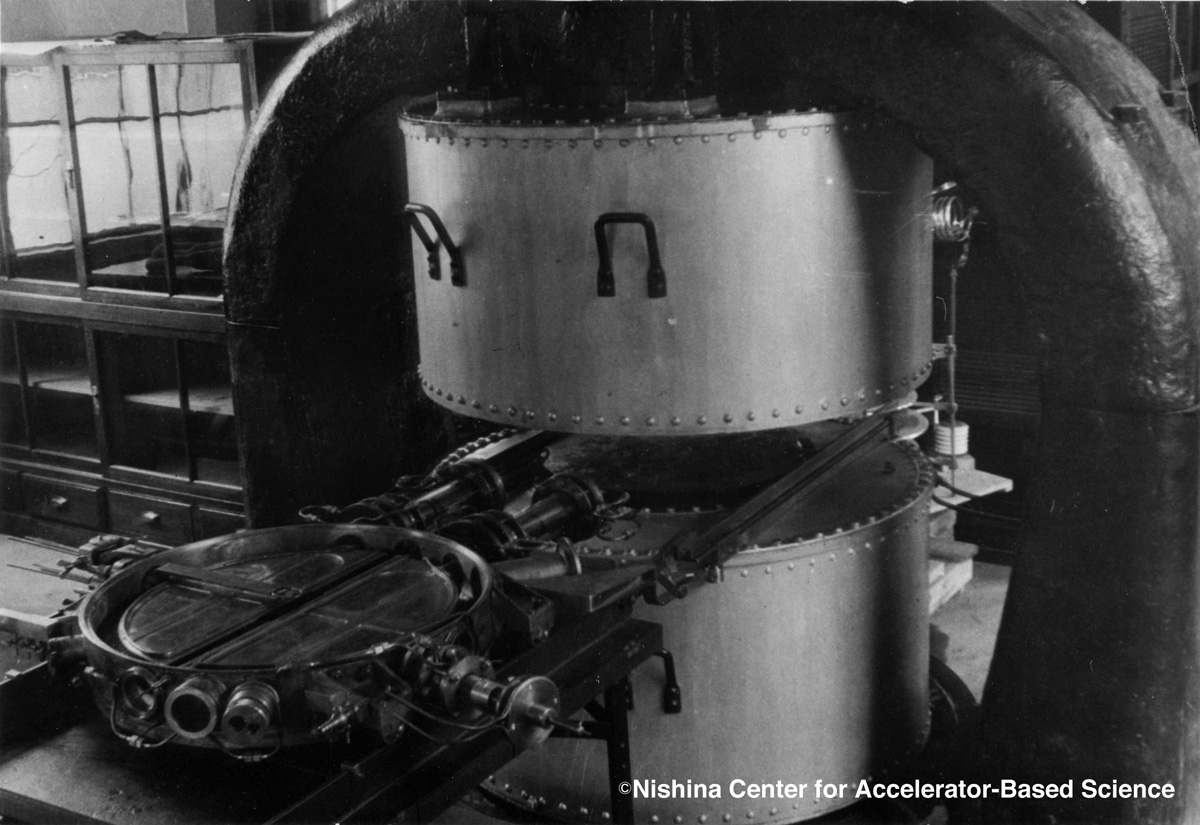
Le Docteur Yoshio Nishina acheva ce « petit » cyclotron en 1937, devenant le premier de ce type construit en dehors des États-Unis (et le deuxième au monde).

En raison de l'alliance germano-japonaise résultant du plan quadriennal allemand, le Japon et son armée avaient déjà poursuivi la science nucléaire pour rattraper l'Occident dans le domaine de la technologie nucléaire. Cela permit à Nishina d'introduire la mécanique quantique au Japon.
En 1939, Nishina reconnait le potentiel militaire de la fission nucléaire et craint que les Américains travaillent sur une arme nucléaire pouvant être utilisée contre le Japon.
En août 1939, les physiciens d'origine hongroise Leó Szilárd et Eugene Wigner rédigent la lettre Einstein-Szilard, qui met en garde contre le développement potentiel de « bombes extrêmement puissantes d'un nouveau type». Les États-Unis commencent les enquêtes sur les armes à fission, qui aboutiront au projet Manhattan, et le laboratoire ayant vendu un cyclotron au Japon deviendra l'un des principaux sites de recherche sur les armes.

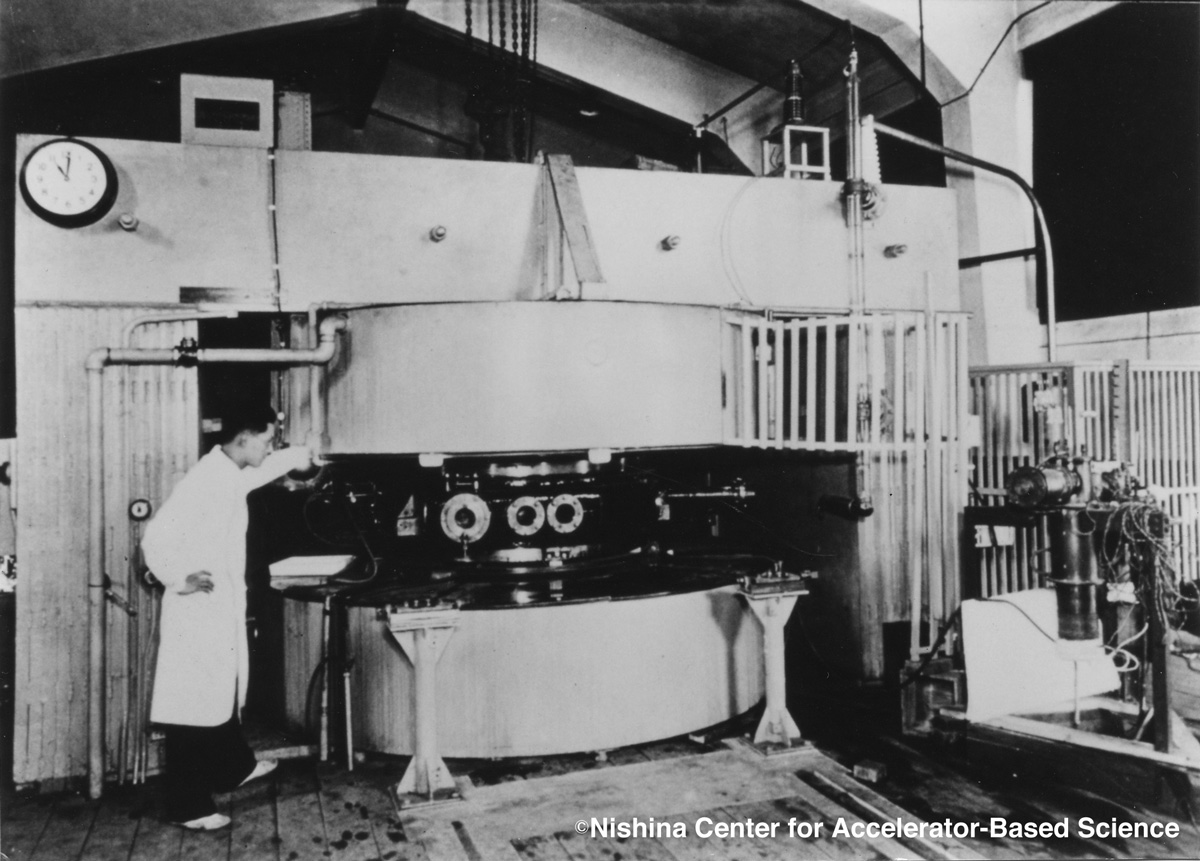
Le deuxième cyclotron de l'institut RIKEN, achevé en 1943.

Au début de l'été 1940, Nishina rencontre le lieutenant-général Takeo Yasuda dans un train. Yasuda était à l'époque directeur de l'Institut de recherche technique du Département aéronautique de l'armée. Les deux hommes échangent sur la possibilité de fabriquer des armes nucléaires. Cependant, le projet de fission japonais ne commencera pas avant avril 1941, lorsque Yasuda agit sur l'ordre du ministre de l'Armée Hideki Tōjō d'enquêter sur les possibilités d'armes nucléaires. Yasuda a transmis l'ordre le long de la chaîne de commandement au vicomte Masatoshi Ōkōchi, directeur de l'Institut RIKEN, qui à son tour l'a transmis à Nishina, dont le laboratoire de recherche nucléaire en 1941 comptait plus de 100 chercheurs.

### Recherche-B
Pendant ce temps, l'Institut de recherche technologique de la marine impériale japonaise avait mené ses propres enquêtes distinctes et engagé des professeurs de l'université impériale de Tokyo pour obtenir des conseils sur les armes nucléaires. Avant l'attaque de Pearl Harbor en 1941, le capitaine Yōji Itō de l'Institut de recherche technique navale du Japon a lancé une étude qui permettrait à la marine japonaise d'utiliser la fission nucléaire. Après avoir consulté le professeur Sagane de l'Université impériale de Tokyo, ses recherches ont montré que la fission nucléaire serait une source d'énergie potentielle pour la marine.
Cela aboutit à la formation du Comité de recherche sur l'application de la physique nucléaire, présidé par Nishina, qui s'est réuni dix fois entre juillet 1942 et mars 1943. Après la défaite de la marine japonaise à la bataille de Midway, le capitaine Itō proposa un nouveau type de développement d'armes nucléaires désigné sous le nom de « Recherche-B » à la fin juin 1942. En décembre, au plus profond du projet, il devint évident que « les scientifiques japonais croyaient même que même les États-Unis pourraient ne pas être en mesure d'exploiter l'énergie atomique à temps pour influencer l'issue de la guerre».
En outre, il conclut dans un rapport que si une bombe atomique est, en principe, faisable, « il est probablement difficile même pour les États-Unis de réaliser l'application de la puissance atomique pendant la guerre ». Cela amène la marine au désintérêt du sujet, qui décide de mettre tout en œuvre sur la recherche du radar.

### Projet Ni-Go
L'armée, qui ne décourage pas, met en place un projet expérimental à l'Institut RIKEN, le projet Ni-Go, peu de temps après la publication de son rapport par le Comité. Son objectif est de séparer l'uranium 235 par diffusion thermique, en ignorant les méthodes alternatives telles que la séparation électromagnétique, la diffusion gazeuse et la centrifugation centrifuge.
Au printemps 1944, le projet de Nishina n'avait pratiquement pas progressé en raison de la nécessité d'une quantité suffisante d'hexafluorure d'uranium pour le tube de Clusius. L'uranium déjà fourni dans le tube de cuivre se corroda et tout progrès de séparation des isotopes U-235 s'avéra au-delà de leurs capacités.
En février 1945, un petit groupe de scientifiques réussit à produire une petite quantité de matériau dans un séparateur rudimentaire du complexe RIKEN — matériau qui, selon le cyclotron du RIKEN, n'est pas de l'uranium-235. Ce projet est interrompu en mars 1945, lorsque le bâtiment qui l'abritait est détruit par un incendie provoqué par le raid de l'USAAF sur Tokyo. Aucune tentative n'est faite pour construire une pile d'uranium ; l'eau lourde est indisponible, mais Takeuchi Masa, responsable du séparateur de Nishina, calcula que l'eau légère suffirait si l'uranium pouvait être enrichi à 5-10% d'uranium 235.
Pendant que ces expériences étaient en cours, l'armée et la marine ont effectué des recherches de minerai d'uranium, dans des endroits allant de la préfecture de Fukushima à la Corée, la Chine et la Birmanie. Demandant l'envoi de matériaux à ses alliés, les Allemands leur offrent 560 kg d'oxyde d'uranium non traité en avril 1945 transportés à bord du sous-marin U-234. Le submersible se rendra finalement aux forces américaines dans l'Atlantique à la suite de la reddition de l'Allemagne. L'oxyde d'uranium aurait été étiqueté « U-235 », ce qui pourrait être une erreur d'étiquetage du nom du sous-marin et ses caractéristiques exactes restent inconnues ; certaines sources pensent qu'il ne s'agissait pas d'un matériau de qualité militaire et qu'il était destiné à être utilisé comme catalyseur dans la production de méthanol synthétique à utiliser pour le carburant d'aviation,.
Les événements successifs en leur défaveur amenuisent toutes les chances que les Japonais produisent une bombe atomique dans un délai raisonnable pour influencer la guerre et rivaliser avec l'Occident en matière d'armement nucléaire.
Selon l'historien Williams, « Le même manque d'uranium de haute qualité en quantité suffisante qui avait entravé le projet atomique allemand avait également, en fin de compte, entravé les tentatives japonaises de fabriquer une bombe ». Ce fut la conclusion du Manhattan Project Intelligence Group, qui rapporta également que les physiciens nucléaires japonais étaient tout aussi expérimentés que ceux des autres pays.

### Projet F-Go
En 1943, un autre commandement naval japonais lance un programme de recherche nucléaire, le projet F-Go, sous la direction de Bunsaku Arakatsu à l'université impériale de Kyoto. Arakatsu avait passé quelques années à étudier à l'étranger, notamment au laboratoire Cavendish de Cambridge sous Ernest Rutherford et à l'université de Berlin sous Albert Einstein. À côté de Nishina, Arakatsu était le physicien nucléaire le plus remarquable du Japon. Son équipe comprenait Hideki Yukawa, qui deviendra en 1949 le premier physicien japonais à recevoir un prix Nobel.
Au début de la guerre, le commandant Kitagawa, chef de la section chimique de l'institut de recherche de la marine, avait demandé à Arakatsu d'effectuer des travaux sur la séparation de l'uranium 235. Ses travaux avançaient lentement, mais peu de temps avant la fin de la guerre, il parvint à concevoir une ultracentrifugeuse (pour tourner à 60 000 tr/min) qui, espérait-il, obtiendrait les résultats requis. Seule la conception des machines fut achevée avant la capitulation japonaise,.

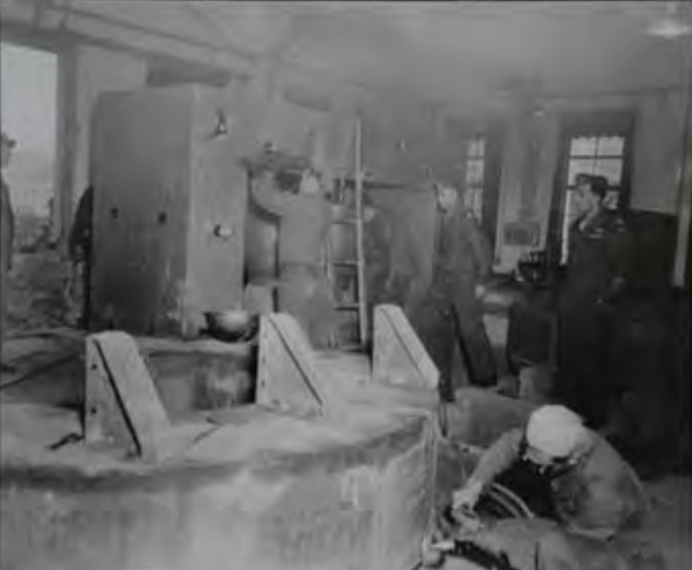
Accélérateur de particules de Bunsaku Arakatsu en cours de destruction par le GHQ, 24 novembre 1945.

Après la réunion d'Arakatsu et de Nishina, au printemps 1944, le comité d'application de la technologie armée-marine se forme en raison du manque de progrès dans le développement des armes nucléaires japonaises. Cela conduit à la seule réunion des dirigeants des scientifiques du projet F-Go, le 21 juillet 1945. Après la réunion, la recherche sur les armes nucléaires prend fin à la suite de la destruction de l'installation qui abritait la recherche sur la séparation isotopique, connue sous le nom d'« Immeuble 49».
Peu de temps après la reddition du Japon, la mission du projet Manhattan, qui s'était déployée au Japon en septembre, signala que le projet F-Go avait obtenu 20 grammes par mois d'eau lourde provenant d'usines d'ammoniac électrolytique en Corée et à Kyūshū. En effet, l'industriel Jun Noguchi avait lancé un programme de production d'eau lourde quelques années auparavant. En 1926, Noguchi fonda la Korean Hydro Electric Company à Konan (maintenant connue sous le nom de Hŭngnam) dans le nord-est de la Corée : devenant le site d'un complexe industriel produisant de l'ammoniac pour la production d'engrais. Cependant, malgré la disponibilité d'une installation de production d'eau lourde dont la production aurait pu rivaliser avec celle de Norsk Hydro à Vemork en Norvège, il semble que les Japonais n'aient pas réalisé d'études de multiplication des neutrons en utilisant l'eau lourde comme modérateur à Kyoto.

### Conséquences d'après-guerre
Le 16 octobre 1945, Nishina demande aux forces d'occupation américaines l'autorisation d'utiliser les deux cyclotrons de l'istitut RIKEN pour la recherche biologique et médicale, ce qui fut bientôt accordé. Cependant, le 10 novembre, des instructions sont reçues du secrétaire américain à la guerre à Washington pour détruire les cyclotrons du RIKEN, de l'université de Kyoto et de l'université d'Osaka. L'ordre est respecté le 24 novembre ; les cyclotrons du Riken seront démontés et jetés dans la baie de Tokyo.
Dans une lettre de protestation, Nishina estime que les cyclotrons du Riken n'avaient rien à voir avec la production d'armes nucléaires, mais que le grand cyclotron avait officiellement fait partie du projet Ni-Go. Nishina l'avait placé dans le projet en suggérant que le cyclotron pourrait servir à la recherche fondamentale pour l'utilisation de l'énergie nucléaire, simplement pour qu'il puisse continuer à travailler sur l'appareil ; la nature militaire du projet lui donna accès à des financements et empêcha ses chercheurs d'être enrôlés dans les forces armées. Il n'éprouvait aucun scrupule à cela car il ne voyait aucune possibilité de produire des armes nucléaires au Japon avant la fin de la guerre.

### Rapports d'un test d'arme japonais
Le 2 octobre 1946, The Atlanta Journal-Constitution publie un article du journaliste David Snell, ancien enquêteur du 24e détachement d'enquête criminelle en Corée après la guerre, alléguant que les Japonais avaient testé avec succès une arme nucléaire près de Hŭngnam avant que la ville ne soit prise par les Soviétiques. Il dit avoir reçu ses informations à Séoul en septembre 1945 d'un officier japonais à qui il donna le pseudonyme du capitaine Wakabayashi, chargé du contre-espionnage à Hungnam,,. Les responsables du SCAP, qui étaient responsables de la censure stricte de toutes les informations sur l'intérêt du Japon en temps de guerre pour la physique nucléaire, rejetèrent le rapport de Snell.
Dans le cadre de l'enquête de 1947-48, des commentaires ont été sollicités auprès de scientifiques japonais qui auraient ou auraient dû être au courant d'un tel projet. Un doute supplémentaire est jeté sur l'histoire de Snell par le manque de preuves qu'un grand nombre de scientifiques japonais quittent le Japon pour la Corée et ne reviennent jamais. Ces déclarations sont répétées par Robert K. Wilcox dans son livre de 1985 Japan's Secret War: Japan's Race Against Time to Build Its Own Atomic Bomb. Le livre comprend également ce que Wilcox a déclaré être de nouvelles preuves provenant de documents de renseignement indiquant que les Japonais auraient pu avoir un programme atomique à Hŭngnam. Ces rapports spécifiques sont rejetés dans une critique du livre par l'employé du ministère de l'Énergie Roger M. Anders, publié dans la revue Military Affairs, un article écrit par deux historiens des sciences dans la revue Isis et un autre article dans la revue Intelligence and National Security.
En 1946, parlant de ses efforts de guerre, Arakatsu déclara qu'il faisait « des progrès considérables » vers la fabrication d'une bombe atomique et que l'Union soviétique en avait probablement déjà une.

## Après-guerre
Depuis les bombardements d'Hiroshima et de Nagasaki, le Japon est un fervent défenseur des sentiments antinucléaires. Sa Constitution d'après-guerre lui interdit la création de forces militaires offensives et, en 1967, le pays adopte les Trois principes non nucléaires, excluant la production, la possession ou l'introduction d'armes nucléaires. Malgré cela, l'idée de devenir une puissance nucléaire  persistera. Après le premier essai nucléaire chinois en 1964, le Premier ministre japonais Eisaku Satō déclare au président Lyndon Johnson lors de leur rencontre en janvier 1965 que si les communistes chinois disposent d'armes nucléaires, les Japonais doivent aussi en obtenir. Cette allégation choque l'administration Johnson, surtout lorsque Sato ajoute que « l'opinion publique japonaise ne le permettra pas pour le moment, mais je crois que le public, en particulier la jeune génération, peut être 'éduqué' ».
Tout au long de l'administration de Sato, le Japon discute de l'option nucléaire. Il fut suggéré que les armes nucléaires tactiques, par opposition aux armes stratégiques plus importantes, pourraient être définies comme défensives et donc autorisées par la Constitution japonaise. Un livre blanc commandé par le futur Premier ministre Yasuhiro Nakasone estime  que la possession d'armes nucléaires purement défensives de faible puissance ne viole pas la Constitution, mais qu'au vu du danger d'une réaction étrangère défavorable et d'une éventuelle guerre, une politique serait suivie pour ne pas acquérir d'armes nucléaires « pour le moment ».

### Traité de non-prolifération nucléaire
L'administration Johnson s'est inquiétée des intentions de Sato et fit de la signature du Japon du Traité de non-prolifération nucléaire (TNP) l'une de ses principales priorités. En décembre 1967, pour rassurer le public japonais, Sato annonce l'adoption des Trois principes non nucléaires. Celles-ci stipule que le Japon ne fabriquerait, ne posséderait ni n'autoriserait des armes nucléaires sur son sol. Les principes (et non des lois), adoptés par la Diète, sont restés depuis lors la base de la politique nucléaire du Japon.
Selon l'un des conseillers politiques de Sato, Kei Wakaizumi, celui-ci s'est rendu compte peu de temps après avoir fait la déclaration que cela pourrait être trop contraignant. Il qualifiera donc les principes dans un discours de février 1968 à la Diète en déclarant les « quatre politiques nucléaires » (« politique nucléaire des quatre piliers ») :
- Promotion de l'utilisation pacifique de l'énergie nucléaire
- Efforts en faveur du désarmement nucléaire mondial
- Dépendance et dépendance vis-à-vis de la dissuasion étendue des États-Unis, basée sur le traité de sécurité américano-japonais de 1960
- Soutien aux « trois principes non nucléaires dans les circonstances où la sécurité nationale du Japon est garantie par les trois autres politiques ».

Dans l'optique d'une assurance américaine interrompue ou semblant peu fiable, le Japon n'aurait peut-être pas d'autre choix que de passer au nucléaire. En d'autres termes, il maintint cette option disponible.
En 1969, une étude de planification politique pour le ministère japonais des Affaires étrangères conclut que le Japon devrait (même signataire du TNP) maintenir la capacité économique et technique pour développer et produire des armes nucléaires au cas où cela deviendrait nécessaire, notamment en raison de la situation internationale.
Le Japon signe finalement le Traité sur la non-prolifération des armes nucléaires en 1970 et la ratifie en 1976, après la signature de l'Allemagne de l'Ouest et la promesse des États-Unis « pour ne pas interférer avec la poursuite par Tokyo de capacités de retraitement indépendantes dans son programme d'énergie nucléaire civile ».

### Prorogation du Traité de non-prolifération nucléaire
En 1995, l'administration Clinton pousse le gouvernement japonais à entériner la prolongation indéfinie du TNP, mais il opte pour une position ambiguë sur la question. Un ancien responsable du gouvernement japonais rappelle : « Nous avons pensé qu'il valait mieux pour nous ne pas déclarer que nous abandonnerons notre option nucléaire pour toujours et à jamais ». Cependant, la pression de Washington et d'autres pays a finalement conduit le Japon à soutenir la prolongation indéfinie.
En 1998, deux événements renforcent la position de ceux au Japon prônant que la nation devrait au moins reconsidérer — sinon inverser — sa politique non nucléaire. Les partisans de ces politiques comprend des universitaires conservateurs, certains responsables gouvernementaux, quelques industriels et des groupes nationalistes.
Le premier de ces événements concernent l'Inde et le Pakistan, ayant tous deux effectué des essais nucléaires ; les Japonais sont troublés par une réticence perçue de la part de la communauté internationale à condamner les actions des deux pays, puisque l'une des raisons pour lesquelles le Japon avait choisi d'adhérer au TNP était qu'il avait prévu des sanctions sévères pour les États défiant le consensus international contre une nouvelle prolifération nucléaire. En outre, le Japon et d'autres pays craignaient qu'un arsenal nucléaire indien ne provoque une course aux armements nucléaires localisée avec la Chine.
Le deuxième événement est le lancement en août 1998 d'un missile nord-coréen Taepodong-1 au-dessus du Japon, provoquant un tollé public et conduisant certains à appeler à la remilitarisation ou au développement d'armes nucléaires. Fukushiro Nukaga, chef de l'agence japonaise de Défense, déclare que son gouvernement serait justifié de lancer des frappes préventives contre des bases de missiles nord-coréennes. Le Premier ministre Keizō Obuchi réitérera les principes d'armes non nucléaires du Japon. Il déclara que le pays ne posséderait pas d'arsenal nucléaire et que la question ne méritait même pas d'être discutée.
Cependant, le Premier ministre Junichiro Koizumi laisse entendre qu'il est d'accord sur le fait que le Japon a le droit de posséder des armes nucléaires, ajoutant : « il est significatif que même si nous pourrions les avoir, nous ne les avons pas ».
Plus tôt, Shinzō Abe souligne que la constitution du Japon n'interdit pas nécessairement la possession d'armes nucléaires, tant qu'elles sont maintenues au minimum et demeurent des armes tactiques. Le secrétaire en chef du Cabinet Yasuo Fukuda exprima un point de vue similaire.

### État nucléairede facto
Bien qu'il n'existe actuellement aucun plan connu au Japon pour la production des armes nucléaires, le pays soutient qu'il dispose de la technologie, les matières premières et le capital pour produire des armes nucléaires dans un délai d'un an si nécessaire, et de nombreux analystes le considèrent comme un État nucléaire de facto pour cette raison,. À ce titre, on dit souvent que le Japon est à un « tour de tournevis,» de posséder des armes nucléaires ou que le pays abrite une « bombe dans le sous-sol».
Des quantités importantes de plutonium de qualité réacteur sont créées en tant que sous-produit de l'industrie de l'énergie nucléaire. Au cours des années 1970, le gouvernement japonais lance plusieurs appels aux États-Unis pour utiliser le plutonium retraité pour former une « économie du plutonium » à des fins commerciales pacifiques. Cela lance un débat important au sein de l'administration Carter sur le risque de prolifération associé au retraitement tout en reconnaissant également le besoin d'énergie du Japon et son droit à l'utilisation de la technologie nucléaire pacifique. Finalement, un accord est conclu qui permet au Japon de réutiliser les sous-produits des activités liées à l'énergie nucléaire ; cependant, leurs efforts concernant les réacteurs au plutonium à reproduction rapide seront largement infructueux.
Le Japon posséderait en 2012 neuf tonnes de plutonium au Japon, assez pour plus de 1 000 ogives nucléaires, et trente-cinq tonnes supplémentaires stockées en Europe,. Le pays a construit l'usine de retraitement de Rokkasho, qui pourrait produire davantage de plutonium. Le Japon dispose d'une quantité considérable d'uranium hautement enrichi (UHE), fourni par les États-Unis et le Royaume-Uni, destiné à être utilisé dans ses réacteurs de recherche et ses programmes de recherche sur les réacteurs à neutrons rapides ; environ 1 200 à 1 400 kg d'UHE à partir de 2014. Le Japon possède également une usine indigène d'enrichissement d'uranium, qui pourrait hypothétiquement être utilisée pour fabriquer de l'uranium hautement enrichi adapté à l'utilisation d'armes.
Le Japon a également développé le M-V à trois étages fusée à carburant solide, un peu semblable dans la conception américaine du LGM-118A Peacekeeper ICBM, ce qui lui donne une base de la technologie des missiles. Il dispose désormais d'une fusée à combustible solide de deuxième génération plus facile à lancer, Epsilon. Le Japon a de l'expérience dans la technologie des véhicules d'essais (OREX, HOPE-X). Selon Toshiyuki Shikata, conseiller du gouvernement métropolitain de Tokyo et ancien lieutenant général, la cinquième mission de l'Hayabusa de 2003 à 2010 est justifiée par le fait que l'entrée et l'atterrissage de sa capsule de retour a démontré « la capacité et la crédibilité des missiles balistiques du Japon». Une dissuasion nucléaire japonaise sera probablement basée en mer avec des sous-marins lance-missiles balistiques. En 2011, l'ancien ministre de la Défense Shigeru Ishiba a explicitement soutenu l'idée que le Japon maintienne la capacité de latence nucléaire :

« Je ne pense pas que le Japon ait besoin de posséder des armes nucléaires, mais il est important de maintenir nos réacteurs commerciaux car cela nous permettrait de produire une ogive nucléaire en peu de temps... C'est une dissuasion nucléaire tacite. »

Le 24 mars 2014, le Japon remet plus de 320 kg de plutonium de qualité militaire et d'uranium hautement enrichi aux États-Unis, en cours de restitution depuis 2016. Il est souligné que tant que le Japon bénéficiera des avantages d'un statut de « prêt pour le nucléaire » détenu par les États voisins, le pays ne voit aucune raison de produire des armes nucléaires, puisqu'en restant en dessous du seuil (bien qu'ayant la capacité d'en produire à court terme), le Japon peut s'attendre au soutien des États-Unis tout en se posant comme un égal à la Chine et à la Russie.
Le 29 mars 2016, le candidat président américain de l'époque, Donald Trump, suggère au Japon de développer son propre arsenal nucléaire, attestant des dépenses trop coûteuses pour les États-Unis de continuer à protéger le Japon contre des pays comme la Chine, la Corée du Nord et la Russie qui possèdent leurs propres armes nucléaires.